# پشتیبانی رزمی
پشتیبانی رزمی (انگلیسی: Combat support) در سازمان‌های نظامی، به واحدهایی اطلاق می‌شود که پشتیبانی آتش و کمک عملیاتی را به عناصر رزمی ارائه می‌دهند. واحدهای پشتیبانی رزمی، عملکردهای پشتیبانی تخصصی را در زمینه‌های: جنگ شیمیایی، مهندسی رزمی، اطلاعات نظامی، امنیت نظامی و ارتباطات به واحدهای رزمی ارائه می‌دهند.
پشتیبانی رزمی نباید با پشتیبانی خدمات رزمی اشتباه گرفته شود. واحدهای پشتیبانی رزمی بر ارائه پشتیبانی عملیاتی به واحدهای رزمی متمرکز هستند، در حالی که واحدهای پشتیبانی خدمات رزمی بر ارائه پشتیبانی لجستیکی به واحدهای رزمی متمرکز هستند. واحدهای رزمی واقعی در مجموع به عنوان واحدهای تسلیحات رزمی شناخته می‌شوند. از این رو، همه واحدهای ارتش در دسته‌های تسلیحات رزمی، پشتیبانی رزمی یا پشتیبانی خدمات رزمی قرار می‌گیرند.
در حال حاضر، دکترین سازمانی نیروی زمینی ایالات متحده آمریکا از طبقه‌بندی «مانور، آتش و اثرات» و «پشتیبانی عملیات» برای گروه‌بندی شاخه‌های تسلیحات پشتیبانی رزمی سابق به پشتیبانی مانور؛ نیروهای عملیات ویژه؛ عملیات شبکه و فضا؛ و حوزه‌های عملکردی اطلاعات، نظارت و شناسایی استفاده می‌کند.
در ارتش ایالات متحده، شاخه‌های سنتی پشتیبانی رزمی شامل: سپاه شیمیایی، سپاه اطلاعات نظامی، سپاه پلیس نظامی و سپاه سیگنال می‌باشد.
قبل از اینکه ارتش در سال ۲۰۰۸ استفاده از سیستم طبقه‌بندی تسلیحات رزمی، تسلیحات پشتیبانی رزمی و تسلیحات پشتیبانی خدمات رزمی را متوقف کند، شاخه‌های هوانوردی نیروی زمینی، سپاه مهندسی، سپاه امور مدنی و سپاه عملیات روانی از سال تعیین‌شده به عنوان تسلیحات پشتیبانی رزمی طبقه‌بندی می‌شدند. (هوانوردی ارتش و مهندسی در واقع شاخه‌های تسلیحات رزمی هستند که شامل نقش‌های پشتیبانی رزمی و پشتیبانی خدمات رزمی می‌شوند.)